# Aéroport de Yellowknife
L'Aéroport de Yellowknife est un aéroport canadien desservant Yellowknife, la capitale des territoires du Nord-Ouest.

## Situation

### Carte des aéroports du Réseau National du Canada
| \| 300 km1:20 691 000 \| Calgary Charlottetown Edmonton Fredericton Gander Moncton Halifax Iqaluit Kelowna London Montréal–Mirabel Montréal–Trudeau Ottawa Prince George Québec Regina Saint-Jean Saskatoon Saint-Jean de T.-N. Thunder Bay Toronto Pearson Vancouver Victoria Whitehorse Winnipeg Yellowknife |
| 300 km1:20 691 000 |

## Compagnies et destinations
| Compagnies           | Destinations |
| -------------------- | --- |
| Air Canada           | Toronto (Pearson) |
| Air Canada Express   | Edmonton, Vancouver |
| Air Canada Rouge     | En saison: Toronto (Pearson) |
| Air North            | En saison : Ottawa (Macdonald-Cartier), Toronto (Pearson), Vancouver (reprend le 24 novembre 2025), Whitehorse (E. Nielsen)                                         |
| Air Tindi            | Edmonton, Fort Chipewyan, Fort Simpson, Fort Smith, Hay River, Lutselk'e, Rae Lakes, Wekweètì, Whatì                                                                |
| Canadian North       | Cambridge Bay, Edmonton, Gjoa Haven, Hay River, Inuvik, Iqaluit, Kugaaruk, Kugluktuk, Norman Wells, Ottawa (Macdonald-Cartier), Rankin Inlet, Taloyoak, Ululkhattok |
| North-Wright Airways | Colville Lake, Déline, Fort Good Hope, Norman Wells, Tulita |
| WestJet              | Calgary En saison: Edmonton |
| WestJet Encore       | Calgary, Edmonton |

Édité le 21/05/2025